# Мария Астрид Люксембургская
Мария Астрид Люксембургская (полное имя — Мария Астрид Лилиана Шарлотта Леопольдина Вильгельмина Ингеборга Антония Елизавета Анна Альберта Нассау, принцесса Люксембурга, фр. Marie-Astrid Liliane Charlotte Léopoldine Wilhelmine Ingeborg Antonia Élisabeth Anne Alberte de Nassau, princesse de Luxembourg, род. 17 февраля 1954, Замок Бецдорф, Люксембург) — люксембургская принцесса, старшая дочь великого герцога Люксембурга Жана и Жозефины Шарлотты Бельгийской, старшая сестра правящего Великого герцога Анри.

## Биография
Мария Астрид родилась 17 февраля 1954 года в замке Бецдорф. Она стала первенцем в семье наследника люксембургского престола Жана и его супруги Жозефины Шарлотты Бельгийской, родившись через десять месяцев после свадьбы родителей. Крестными новорожденной стали король Бельгии Леопольд III, её дед по материнской стороны, и великая герцогиня Люксембурга Шарлотта, её бабушка с отцовской стороны.
В семье впоследствии родились четверо младших детей: Анри, Жан, Маргарита и Гийом. Когда Марии Астрид исполнилось десять, её отец унаследовал трон герцогства Люксембургского.
Образование принцесса получала в Люксембурге и Бельгии. Получила диплом медсестры в 1974 году. В 1977 году завершила обучение получением сертификата специалиста по тропической медицине в Институте принца Леопольда в Антверпене.
С 1970 года возглавляет молодёжное подразделение Люксембургского Красного Креста.
В 70-х в СМИ часто возникали домыслы относительно её брака с принцем Уэльским Чарльзом, наследником британского престола. Однако, в 1981 году он женился на Диане Спенсер.
Мария Астрид является родной сестрой ныне правящего Великого герцога Люксембурга Анри, племянницей двум бельгийским королям Бодуэну и Альберту II, а также двоюродной сестрой нынешнему королю Бельгии Филиппу I.

## Брак и дети
Мария Астрид в возрасте 27 лет вышла замуж за своего сверстника, эрцгерцога Карла Кристиана Австрийского, внука последнего императора Австро-Венгрии Карла I. Свадьба состоялась 6 февраля 1982 года в Люксембурге.
У супругов родилось пятеро детей:
- Эрцгерцогиня Мария Кристина Австрийская (род. 31 июля 1983, Брюссель), замужем с 2008 года за графом Рудольфом де Лимбург-Штирум (род. 20 марта 1979)[1] , трое сыновей:
  - Граф Леопольд (род. 19 апреля 2011)
  - Граф Константин (род. 25 октября 2013)
  - Граф Габриэль (род. июль 2016)
- Эрцгерцог Имре Австрийский (род. 8 декабря 1985, Женева). Женат с 2012 года на Кэтлин Элизабет Уолкер (род. 1986, США)[2][3]. Супруги живут в Люксембурге, где Имре работает в компании «Ernst & Young»[4] . У них пятеро детей:
  - Эрцгерцогиня Мария Стелла (род. 11 ноября 2013)[5]
  - Эрцгерцогиня Магдалена (род. 24 февраль 2016)
  - Эрцгерцогиня Джулиана (род. 14 октября 2018)[6]
  - Эрцгерцогиня Сесилия (род. 15 января 2021)[7]
  - Эрцгерцог Карл (род. 4 июня 2023)
- Эрцгерцог Кристоф Австрийский (род. 2 февраля 1988, Женева), женат с 2012 года на Аделаиде Марии Беатрисе Драп-Фриш (род. 4 сентября 1989)[8] . У пары 3 дочери и сын:
  - Эрцгерцогиня Катарина (род. 22 декабря 2014)[9]
  - Эрцгерцогиня София (род. август 2017)[10]
  - Эрцгерцог Йозеф (род. октябрь(?) 2020)
  - Эцгерцогиня Флавия (род. 2023)
- Эрцгерцог Александр Австрийский (род. 26 сентября 1990, Мерен). 30 сентября 2023 года Александр женился на Наташе Румянцофф-Пашкевич, старшей от него на три года. Наташа - дочь Николя Пьера Румянцофф-Пашкевича и Марии Меувиссен. Правнучка русского эмигранта Николая Александровича Румянцева-Пашкевича, служившего в Иностранном легионе, получившего множество французских наград и приписавшего себе титул графа.
- Эрцгерцогиня Габриэлла Австрийская (род. 26 марта 1994, Женева), замужем с 2020 года за своим троюродным братом, принцем Анри Бурбон-Пармским (род. 14 октября 1991), внуком Мишеля Бурбон-Пармского [11]. Дочери:
  - Виктория Антония Мари-Астрид Лидия де Бурбон де Парма (род. 30 октября 2017)[11][12]
  - Анастасия (род. 2021)[13]
  - Филиппина (род.2023)

Сейчас Мария Астрид живёт с семьей спокойной жизнью, изредка посещая королевские свадьбы и другие официальные мероприятия.

## Интересные факты
В честь принцессы назван прогулочный теплоход на реке Мозель, где было подписано Шенгенское соглашение.